# تريفور دانيال
تريفور دانيال (بالإنجليزية: Trevor Daniel)‏ هو لاعب كرة قدم أمريكية أمريكي، ولد في 8 ديسمبر 1994 في ديكسون في الولايات المتحدة.